# Koszelówka (powiat łosicki)
Koszelówka – wieś sołecka w Polsce położona w województwie mazowieckim, w powiecie łosickim, w gminie Stara Kornica.
| SIMC    | Nazwa      | Rodzaj    |
| ------- | ---------- | --------- |
| 0020362 | Podleśnica | część wsi |
| 0020385 | Zadubicka  | część wsi |
| 0020391 | Zaszopa    | część wsi |

W latach 1975–1998 miejscowość należała administracyjnie do województwa bialskopodlaskiego.
Wierni Kościoła rzymskokatolickiego należą do parafii Niepokalanego Poczęcia NMP w Starej Kornicy.